# Paweł Kamiński (aktor)
Paweł Kamiński (ur. 22 lutego 1973) – polski aktor oraz wokalista.

## Życiorys
Absolwent Studia Wokalno-Aktorskiego Danuty Baduszkowej przy Teatrze Muzycznym w Gdyni (1997), a także absolwent wrocławskiej filii Wydziału Lalkarskiego PWST im. Ludwika Solskiego w Krakowie (1999), dyplom uzyskał w 2000 roku. W latach 1997–2001 występował w Teatrze Muzycznym w Gdyni. Od roku 2003 aktor-śpiewak Operetki Wrocławskiej.

## Nagrody
- 2000: Nagroda prezydenta Gdyni przyznana z okazji Międzynarodowego Dnia Teatru (27.03)
- 2006: Brązowy Tukan (wspólnie z bratem, Piotrem) w Konkursie Aktorskiej Interpretacji Piosenki podczas 27. Przeglądu Piosenki Aktorskiej we Wrocławiu

## Filmografia
- 1994: Spis cudzołożnic – bliźniak w oknie
- 1996: Maszyna zmian. Nowe przygody (odc.5)
- 1997 - 2018: Klan – 2 role: mieszkaniec wsi Zakąski, w której działkę kupił doktor Tadeusz Koziełło-Kozłowski (sezon 2014/2015): egzaminator w Wojewódzkim Ośrodku Ruchu Drogowego w Warszawie, u którego pomyślnie egzamin na prawo jazdy zdała Olka Lubicz (sezon 2016/2017)
- 1999: Prawo ojca – ochroniarz
- 1999: Lokatorzy – mężczyzna w pubie "Muszelka" (odc.2)
- 2000 - 2001: Adam i Ewa – dresiarz, który napadł na Magdę i Nikołaja
- 2001: Wtorek – człowiek "Bysia"
- 2001: Miodowe lata – skin (odc.73)
- 2001: Kuracja – Sanitariusz
- 2003: Tygrysy Europy 2 – Robert, syn Papryki
- 2003 - 2018: Na Wspólnej – 2 role: ojciec Sary (odcinki: 2123); pasażer (odcinki: 2479)
- 2004: Fala zbrodni – Ryszard Magowski "Magma" (odc.22) (nie występuje w napisach)[1]
- 2004 - 2018: Pierwsza miłość – reżyser serialu, w którym grał m.in. aktor Lew Gromski
- 2005: Świat według Kiepskich – tragarz (odc.199)
- 2005: Scat czyli od pucybuta do milionera – bliźniak Biegant - Paweł Grudzień
- 2007: Kryminalni – uczeń (odc.85)
- 2007: Halo Hans! – uczestnik castingu na sobowtóra Hansa Klossa (odc.1)
- 2008: Umbra – Młody
- 2008: Pitbull – "Termit" (odc.28)
- 2008: Plebania – Zibi (odc.996)
- 2010: Licencja na wychowanie – (pełnomocnik pana Ho (odc.66)
- 2010: Exe
- 2013: Świat Walerego – grabarz
- 2014 - 2016: Pielęgniarki – (odc.75)
- 2015: Sok pomidorowy – bliźniak morderca
- 2015: Disco polo – szemrany handlarz
- 2016: Pitbull. Niebezpieczne kobiety – wychowawca więzienny
- 2017: Ojciec Mateusz – Filip Bednarski (odc.213)
- 2017: Atlas – lekarz
- 2017: Szpital dziecięcy – Piotr (odc.28)
- 2018: Relax – policjant

## Życie prywatne
Ma brata bliźniaka Piotra.